# Polypodium californicum
Polypodium californicum là một loài thực vật có mạch trong họ Polypodiaceae. Loài này được Kaulf. miêu tả khoa học đầu tiên năm 1824.

## Hình ảnh

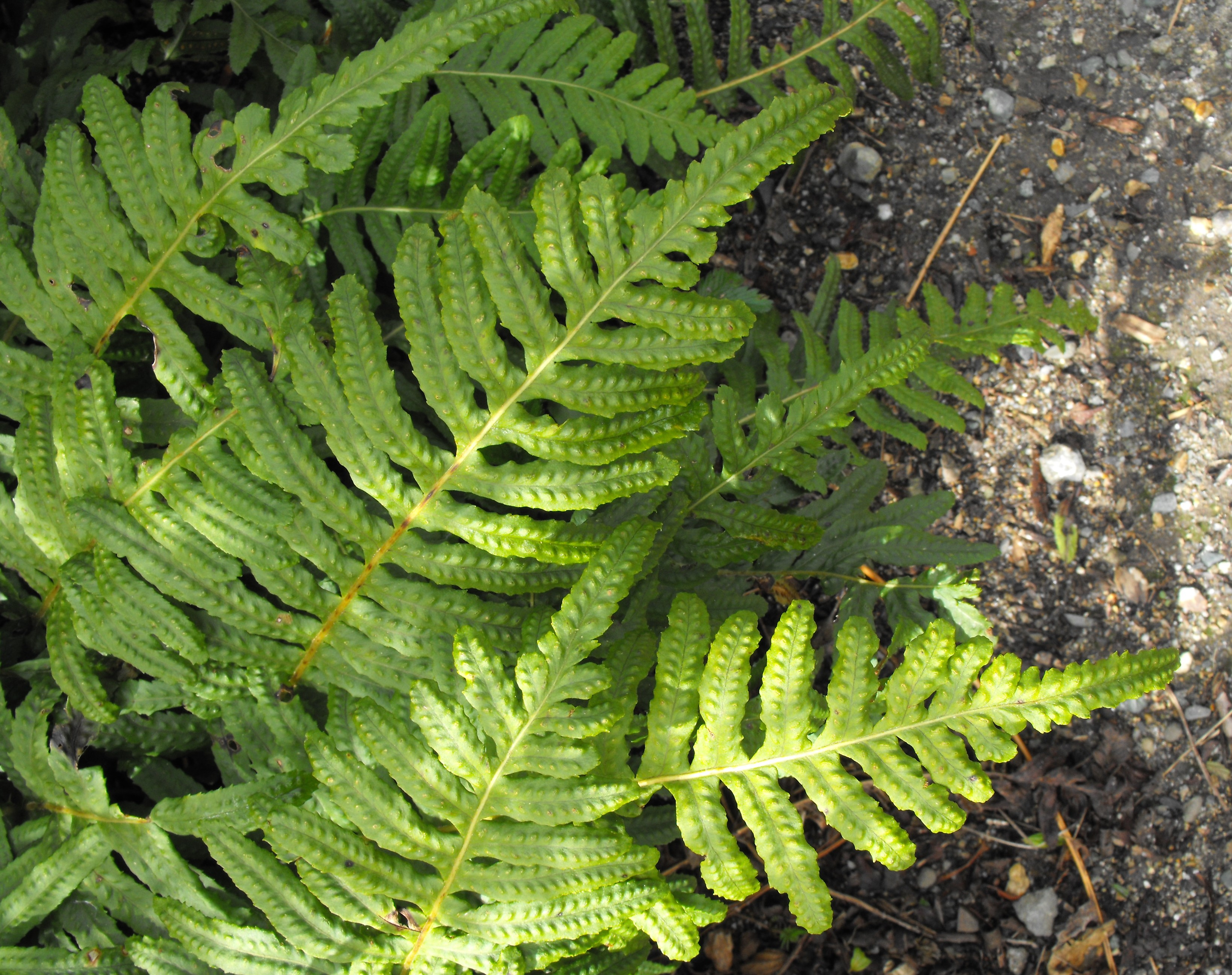
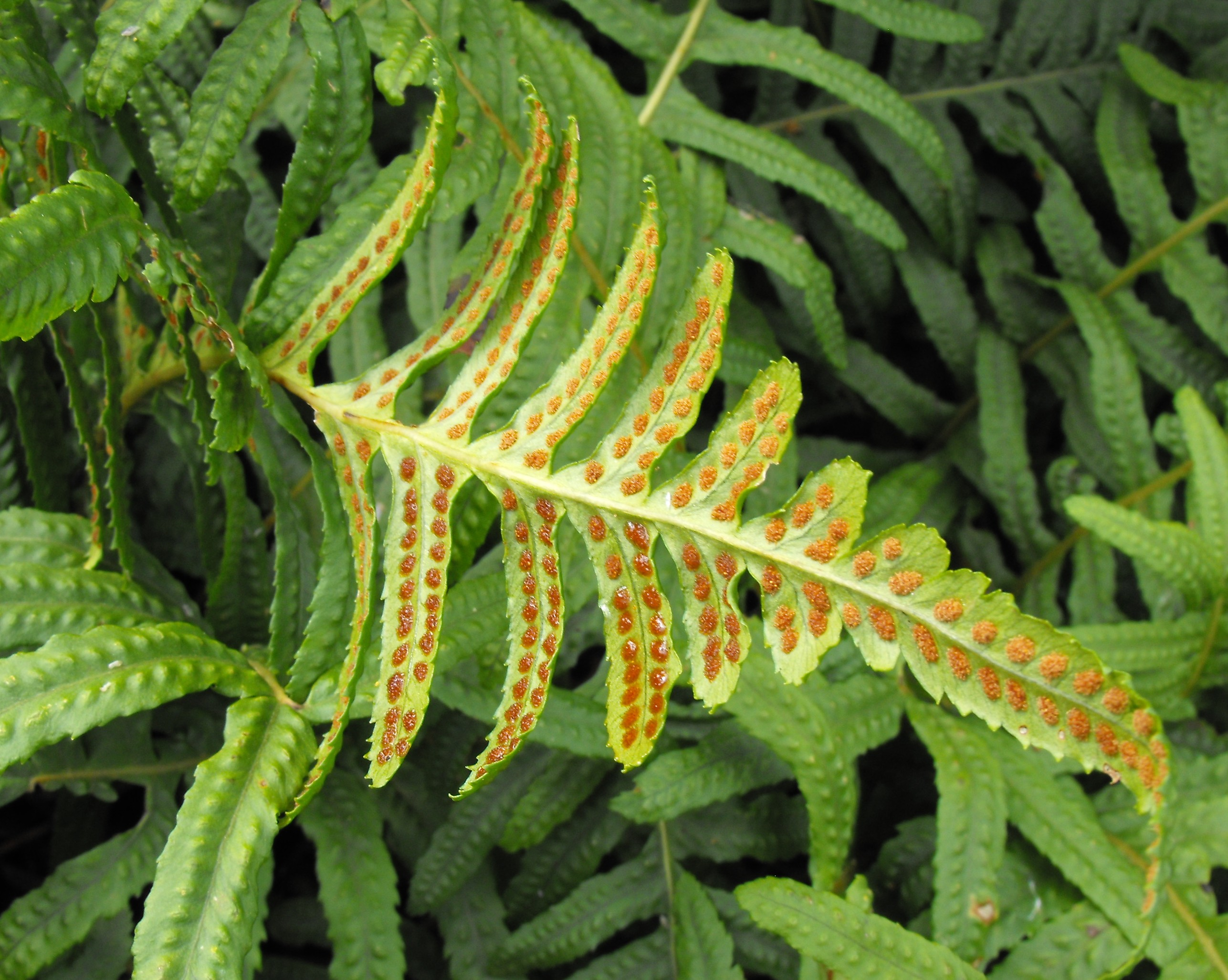